# Elecciones provinciales de Santiago del Estero de 1931
Las elecciones generales de la provincia de Santiago del Estero de 1931 tuvieron lugar el domingo 8 de noviembre del mencionado año con el objetivo de restaurar la constitucionalidad de la provincia después de más de un año de la intervención federal tras el golpe de Estado del 6 de septiembre de 1930, que derrocó al gobierno democrático de Hipólito Yrigoyen e instauró una dictadura militar encabezada por José Félix Uriburu, que intervino casi todas las provincias. Los comicios, sin embargo, no fueron libres y justos debido a que se empleó el denominado fraude patriótico, para imponer las candidaturas de la Concordancia, alianza de corte conservador que ganó las elecciones presidenciales y legislativas a nivel nacional el mismo día. Por tal motivo, el partido gobernante antes del golpe, la Unión Cívica Radical (UCR), boicoteó las elecciones.
Ante la abstención de la UCR, el Partido Radical Unificado (PRU), fuerza disidente de la conducción radical a nivel nacional, postuló la candidatura de Juan Bautista Castro para la gobernación, debiendo competir contra el Partido Demócrata Nacional (PDN), que aglutinaba a las fuerzas conservadoras. A pesar del fraude electoral que el régimen promovió en todo el país, Castro derrotó aplastantemente al PDN con el 62,66% de los votos y el PRU obtuvo la mayoría de los cargos provinciales.
Castro asumió su cargo el 18 de febrero de 1932 y fue uno de los pocos gobernadores elegidos ese año en completar su mandato con éxito.